# Martirio di sant'Alessandro (Cifrondi)
Il Martirio di sant'Alessandro è un dipinto olio su tela ospitato nel coro della chiesa di Sant'Alessandro della Croce realizzato da Antonio Cifrondi.

## Storia
La tela fu commissionata nel 1698 all'artista clusonese, come prima opera dopo la ricostruzione della chiesa nel Seicento. L'artista realizzò il dipinto direttamente sul luogo e molto velocemente, la velocità è una delle sue principali caratteristiche. Egli disegnava il soggetto direttamente sulla tela per poi pitturarla, questo gli permise di realizzare molte opere. Durante il periodo cittadino, l'artista fu ospite presso la chiesa di Santo Spirito dove lasciò almeno una cinquantina di lavori. L'opera doveva essere il punto in cui si concentrava l'attenzione dei fedeli. Divideva inoltre un'abitazione in via Pignolo, dove viveva con fratello Ventura e forse il fratello sacerdote Francesco.

## Descrizione
Il dipinto, di grandi dimensioni, presenta nella completezza il martirio, il miracolo della fioritura e la sua glorificazione al cielo. Le due scene sono raffigurate in due ordini separati, la parte terrena con il martirio, e il miracolo e la parte divina con la gloria del santo accolto nel paradiso.
La parte inferiore vi è il santo raffigurato già decollato, avvolto in un grande sudario bianco. Il suo corpo pesante e nudo si presenta nei colori lividi della morte. La testa, ormai priva del corpo, è posta su un lembo di lenzuolo trattenuto da santa Grata posta sul lato sinistro della tela, questa indossa abiti signorili in uso nel Seicento, e sul capo una corona, a rappresentare il suo rango, era infatti figlia del duca Lupo di Bergamo, e ha un'espressione d'incantato stupore. Intorno al sudario alcuni uomini sono impegnati a spostare il corpo mentre le donne in primo piano, raccolgono i fiori di tutte le qualità di nascono dalle gocce di sangue che il martire aveva perduto, creando un tappeto di colori, il miracolo dei fiori. Una luce che scende dal cielo illumina la donna china, posta in primo piano intenta alla raccolta dei gigli, e si riflette sul volto sbigottito di un'altra donna che con stupore guarda la gloria di sant'Alessandro, che accolto nella luce del cielo dagli angeli è posto nella parte superiore del dipinto.
La parte superiore è molto luminosa. Un coro di angeli, dipinti in controluce, si prepara ad accogliere il martire con la corona d'alloro, mentre nella parte estrema superiore vi sono raffigurati Dio Padre e Cristo posti sopra le nuvole sorrette da angioletti. 
Il dipinto, posto centrale al coro con accanto a sinistra la tela di Ponziano Loverini Monacazione di santa Giovanna Francesca di Chantal, mentre la parte destra ospita la tela di Enrico Scuri Transito di san Giuseppe è uno dei lavori migliori dell'artista eseguiti nella città orobica.